# 달랑베르의 꿈
⟪달랑베르의 꿈⟫(Le Rêve de d'Alembert)은 프랑스의 계몽주의자 드니 디드로가 출판한 책이다. ⟪자연 해석에 관한 사색⟫(1754)과 함께 그의 자연철학을 전개시킨 중요한 저작으로, 전저(前著)에서는 물질과 정신의 2원론을 부정했으며, 디드로는 본서에서 이를 더욱 철저히 하여 당시의 생물학, 생리학, 해부학 연구를 흡수하면서 유물론적인 견해를 전개했다. 그는 인간에 특유한 기억, 의지, 판단 등에 관해서도 그 근거를 물질의 기능에서 찾아 유물론적으로 해석하려 했다.
디드로에 의하면 우주에 존재하는 것은 오직 물질뿐이며 이 물질은 영원한 자기 운동을 한다. 또한 모든 물질은 감성을 갖추고 있으며, 정지적(靜止的) 감성과 능동적 감성이 각각 무생물과 생물에 부여되고 있는데, 양자는 결코 불연속이 아니다. 또한 종래의 광물, 식물, 동물의 구별도 절대적이 아니라 상호간에 서로 이행(移行)하는 것이다.